# ایلکین قیرتیموف
ایلکین قیرتیموف (ترکی آذربایجانی: İlkin Qırtımov؛ زادهٔ ۴ نوامبر ۱۹۹۰) بازیکن فوتبال اهل جمهوری آذربایجان است.
از باشگاه‌هایی که در آن بازی کرده‌است می‌توان به باشگاه فوتبال سیمرغ زاقاتالا و باشگاه فوتبال کشله اشاره کرد.
وی همچنین در تیم ملی فوتبال جمهوری آذربایجان بازی کرده‌است.